# Горгиладзе, Хаджер Мемедовна
Хаджер Мемедовна Горгиладзе (1919 год, село Ур, Грузинская демократическая республика — 1985 год, Грузинская ССР) — колхозница колхоза имени Кирова Батумского района, Аджарская АССР, Грузинская ССР. Герой Социалистического Труда (1949).

## Биография
Родилась в 1919 году в крестьянской семье в селе Ур. Окончила местную начальную школу. С тринадцатилетнего возраста трудилась на чайной плантации колхоза имени Кирова Батумского района. Член ВЛКСМ. Показывала выдающиеся трудовые результаты. Трижды участвовала во Всесоюзной выставке ВСХВ (1939—1941). В связи с двадцатилетием Грузинской ССР и за выдающиеся показатели при сборе чайного листа была награждена в 1941 году медалью «За трудовое отличие».
В 1948 году собрала 6189 килограмм сортового зелёного чайного листа на участке площадью 0,5 гектаров. Указом Президиума Верховного Совета СССР от 29 августа 1949 года удостоена звания Героя Социалистического Труда за «получение высоких урожаев сортового зелёного чайного листа и цитрусовых плодов в 1948 году» с вручением ордена Ленина и золотой медали «Серп и Молот» (№ 4499).
Умерла в 1985 году.
Награды
- Герой Социалистического Труда
- Орден Ленина
- Медаль «За трудовое отличие» (24.02.1941)